# Гуменюк Микола Михайлович
Мико́ла Миха́йлович Гуменю́к — полковник Державної служби України з надзвичайних ситуацій.

## Життєпис
Станом на лютий 2022 року — заступник начальника Головного управління Державної служби України з надзвичайних ситуацій у Львівській області з реагування на надзвичайні ситуації. З дружиною і трьома синами проживає в Брюховичах.

## Нагороди та вшанування
- Указом Президента України № 741/2019 від 10 жовтня 2019 року за «особисту мужність і самовіддані дії, виявлені у захисті державного суверенітету та територіальної цілісності України» нагороджений орденом «За мужність» III ступеня[2].